# Кабырдак
Кабырдак — село в Тюкалинском районе Омской области. Административный центр Кабырдакского сельского поселения.

## История
В 1928 году состояло из 237 хозяйств, основное население — русские. Центр Кабырдакского сельсовета Тюкалинского района Омского округа Сибирского края.

## Население
| 1926 | 2010 |
| ---- | ---- |
| 1212 | ↘745 |